# Allgemeiner Harz-Berg-Kalender
Der Allgemeine Harz-Berg-Kalender ist ein, nach eigener Angabe seit 1697 erscheinendes, Jahrbuch der Montangeschichte, Kultur und aktueller sowie historischer Ereignisse des Oberharzes in Form von Sprüchen, Gedichten, Zeichnungen, Geschichten, Fortsetzungsromanen und historischen Berichten mit Beiträgen in Oberharzer Mundart. Er erschien zunächst unter dem Titel Verbesserter Schreib-Haus-Historien- und Berg-Calender Auf das 1758 Jahr Christi, Clausthalischer allgemeiner Reichs-, Schreib-, Historien- und Harz-Berg-Calender, später Clausthalischer allgemeiner Harz-Berg-Calender und ab Anfang des 19. Jahrhunderts als Allgemeiner Harz-Berg-Calender.

## Entwicklung
Bis 1958 trugen die Ausgaben den Hinweis „gegründet um das Jahr 1600“. Wahrscheinlicher ist die spätere Angabe von 1697, da die Wilckesche Buchdruckerei in Clausthal erst 1685 gegründet wurde und ein Druck in der Goslarer Buchdruckerei als unwahrscheinlich bewertet wird.
Anfangs erschien der Harz-Berg-Kalender als einfaches Kalendarium für Bergleute mit Werbung und Anzeigen. Ab der zweiten Hälfte des 19. Jahrhunderts wurde er mehr und mehr um Sprüche, Gebete, Gedichte, Zeichnungen, volkstümliche Geschichten, Fortsetzungsromane und detaillierte historische Berichte ergänzt. Mit der Übernahme durch Karl Reinecke-Altenau im Jahr 1919 wurde das Jahresblatt stärker mit volkstümlichen Inhalten versehen.
Das Design wurde über die Zeit immer wieder den aktuellen Gegebenheiten angepasst. Das Deckblatt zeigt einen Bergmann mit seinem Handwerkszeug vor einer Hüttenstätte in der harztypischen Landschaft, eingerahmt von den Wappen der sieben Bergstädte (Clausthal, Sankt Andreasberg, Altenau, Zellerfeld, Grund, Wildemann und Lautenthal).
Mitte des 19. Jahrhunderts wurde das Motiv ausgetauscht. In einem dreigeteilten Torbogen zeigt das neue Motiv in der Mitte den Titel unter einem Banner mit dem Schriftzug Glück Auf, darunter die Silhouette der Bergstadt Clausthal mit seiner Marktkirche. Eingefasst von einem Bergmann im linken Torbogen und einem Hüttenarbeiter im rechten. Die Wappen der sieben Bergstädte sind an den Spitzen und Enden der Torbögen etwas in den Hintergrund getreten.
Im Jahre 1938 wurde von Reinecke-Altenau ein neues Titelbild eingeführt, welches besser in den völkischen Zeitgeist passte. Dieses wurde von 1939 auf dem Deckblatt des Kalenders geführt, bis dieser nach der Ausgabe 1941 eingestellt wurde. Es zeigt einen Bergmann (oben), einen Waldarbeiter (links) und einen Hüttenarbeiter (rechts) vor einem angedeuteten, fichtenbestanden Berg in schwarz und grün auf gelben Einband.
Von 1942 bis 1945 durfte der Kalender aus kriegswirtschaftlichen Gründen nicht mehr erscheinen. Nach dieser Unterbrechung in den Kriegs- und Nachkriegsjahren 1942–1949 kehrte man zu den traditionellen Zeichnungen zurück.

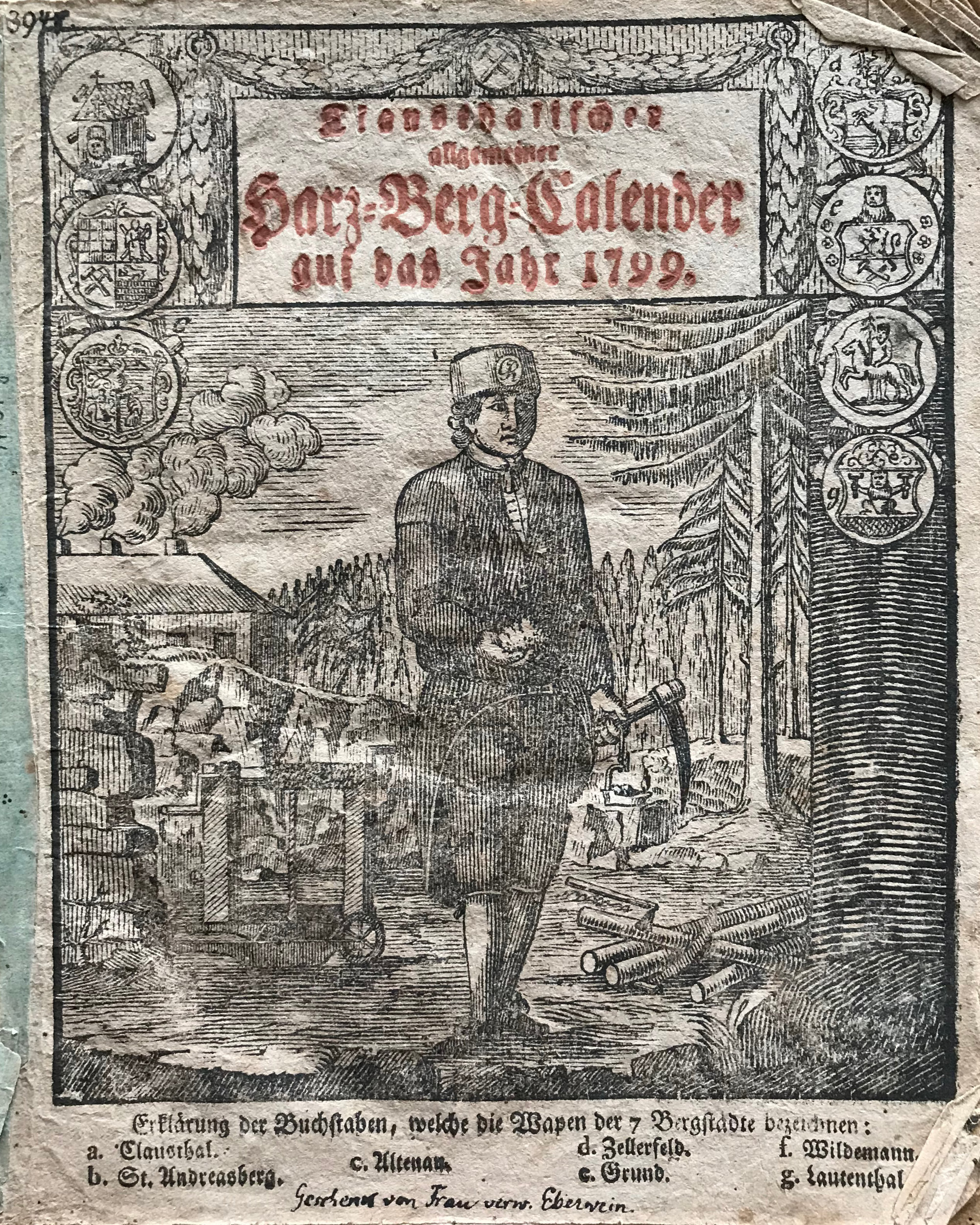
Kalender aus dem Jahr 1799
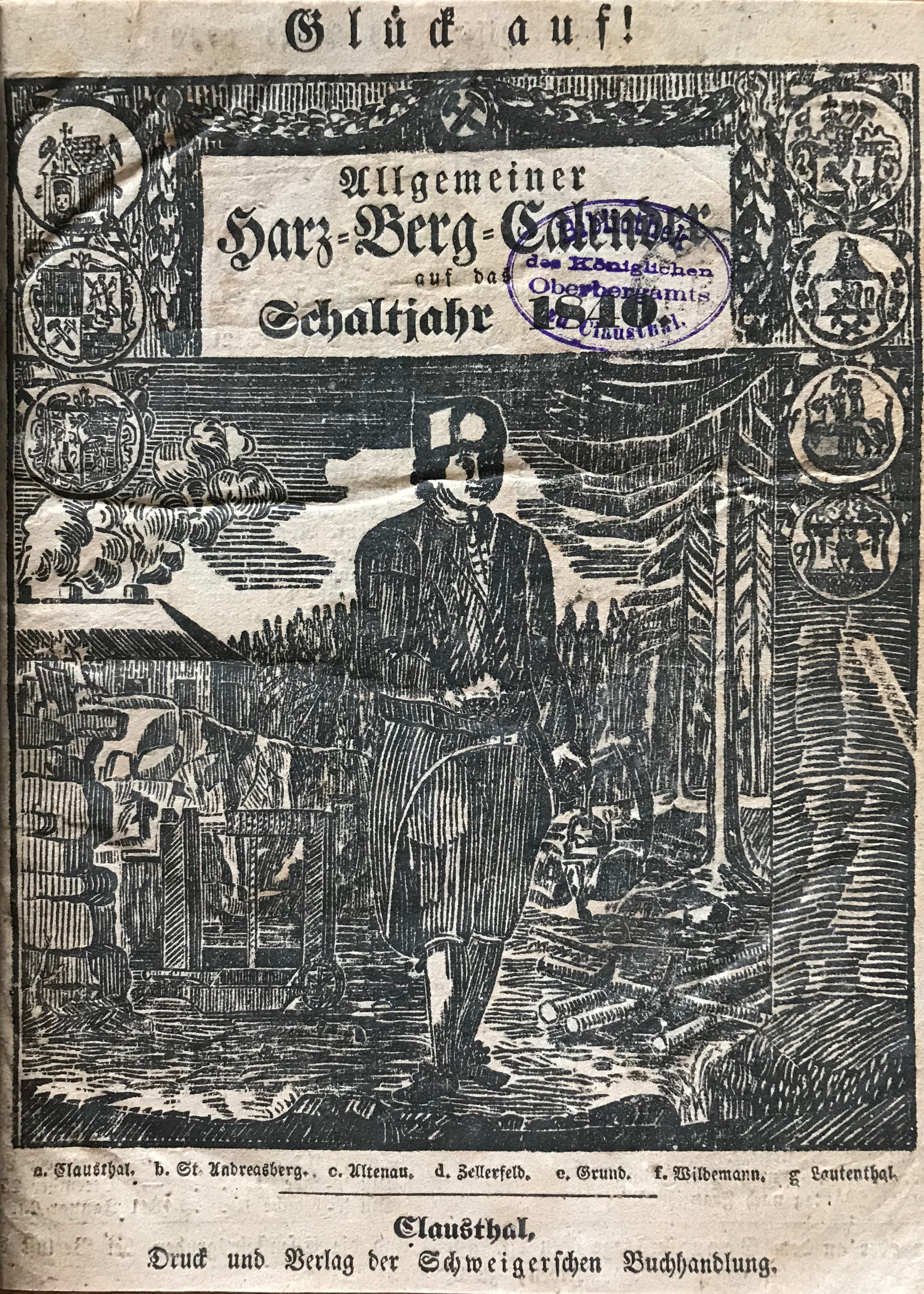
Kalender aus dem Jahr 1840
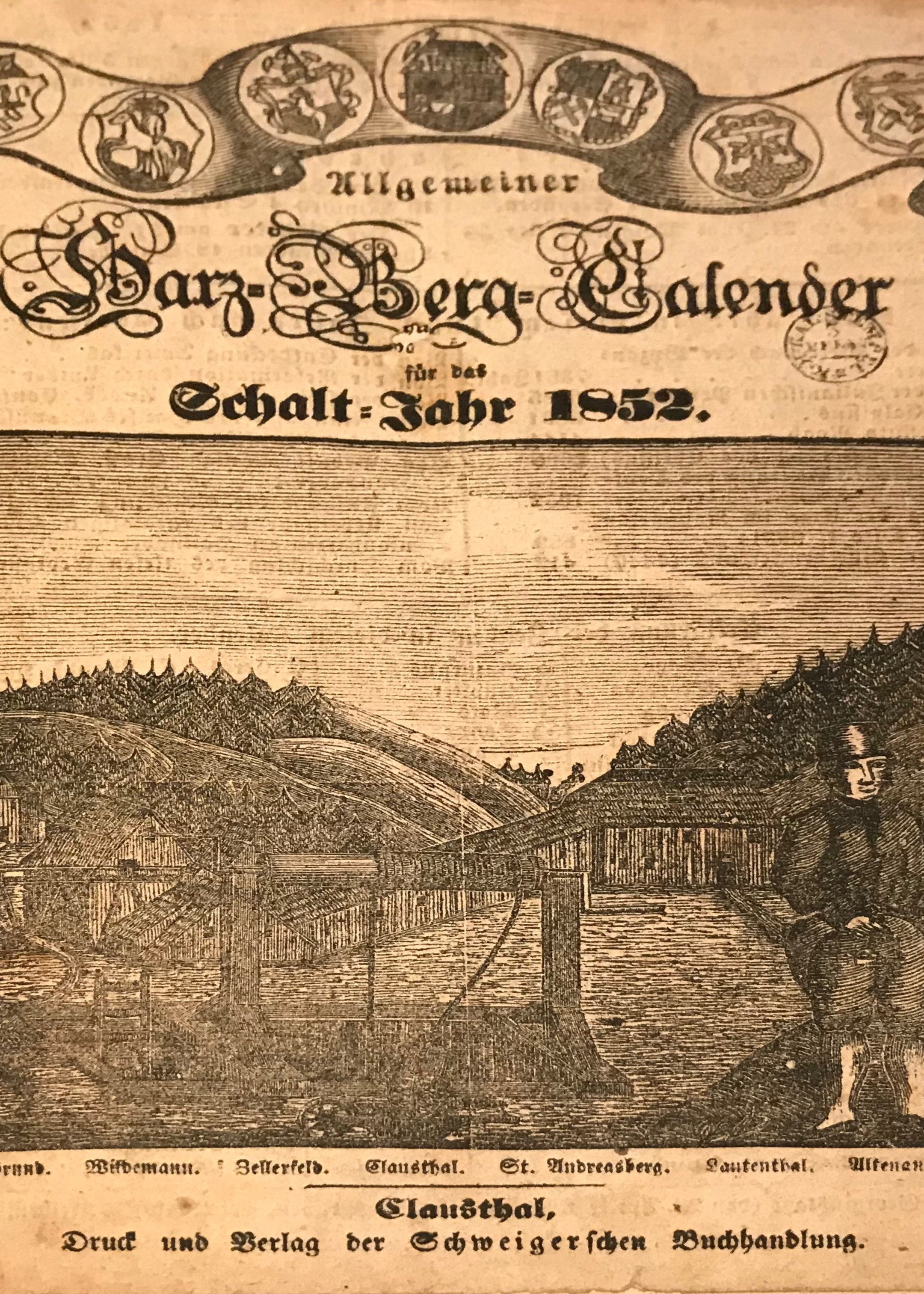
Kalender aus dem Jahr 1852
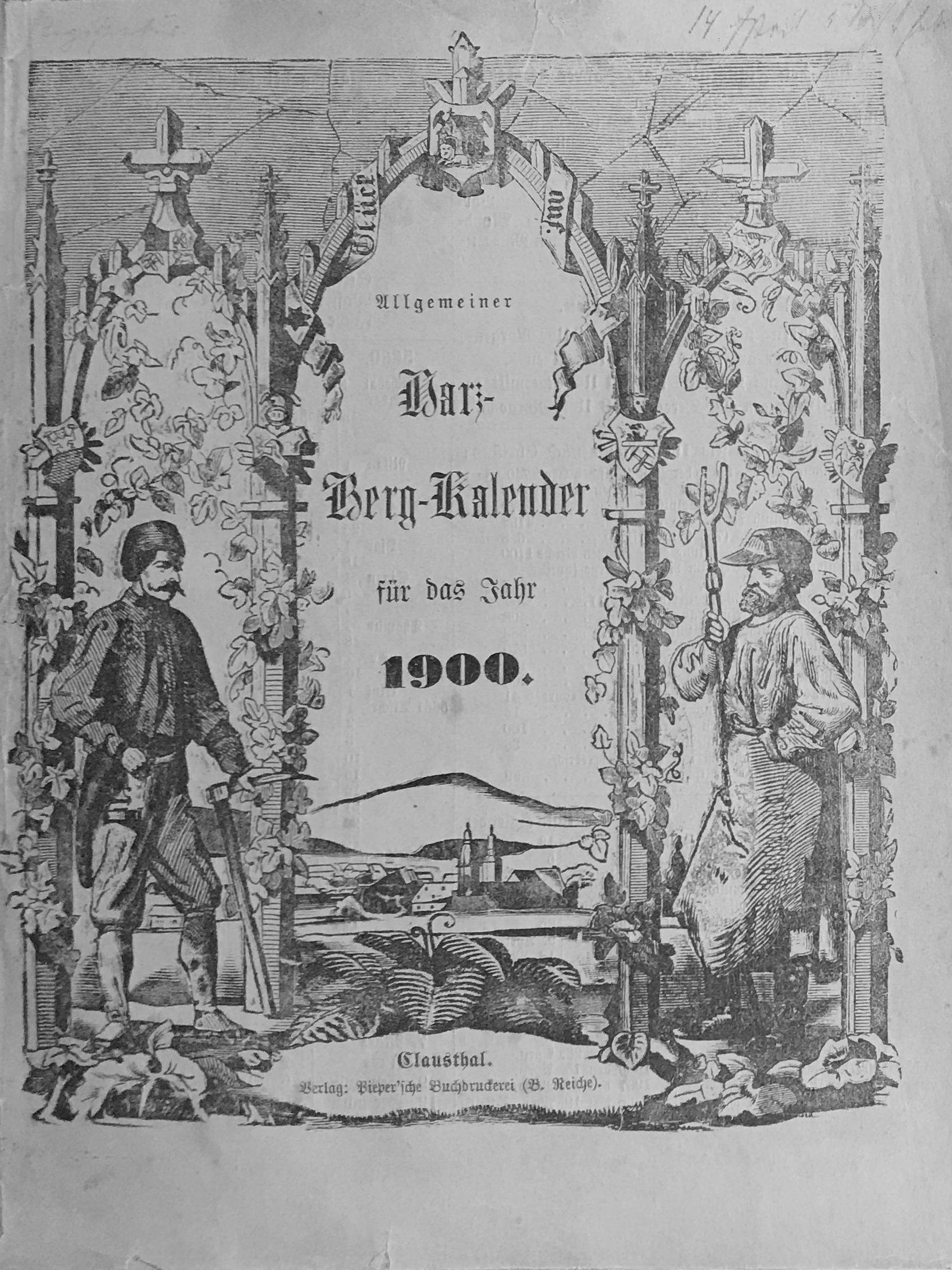
Kalender aus dem Jahr 1900
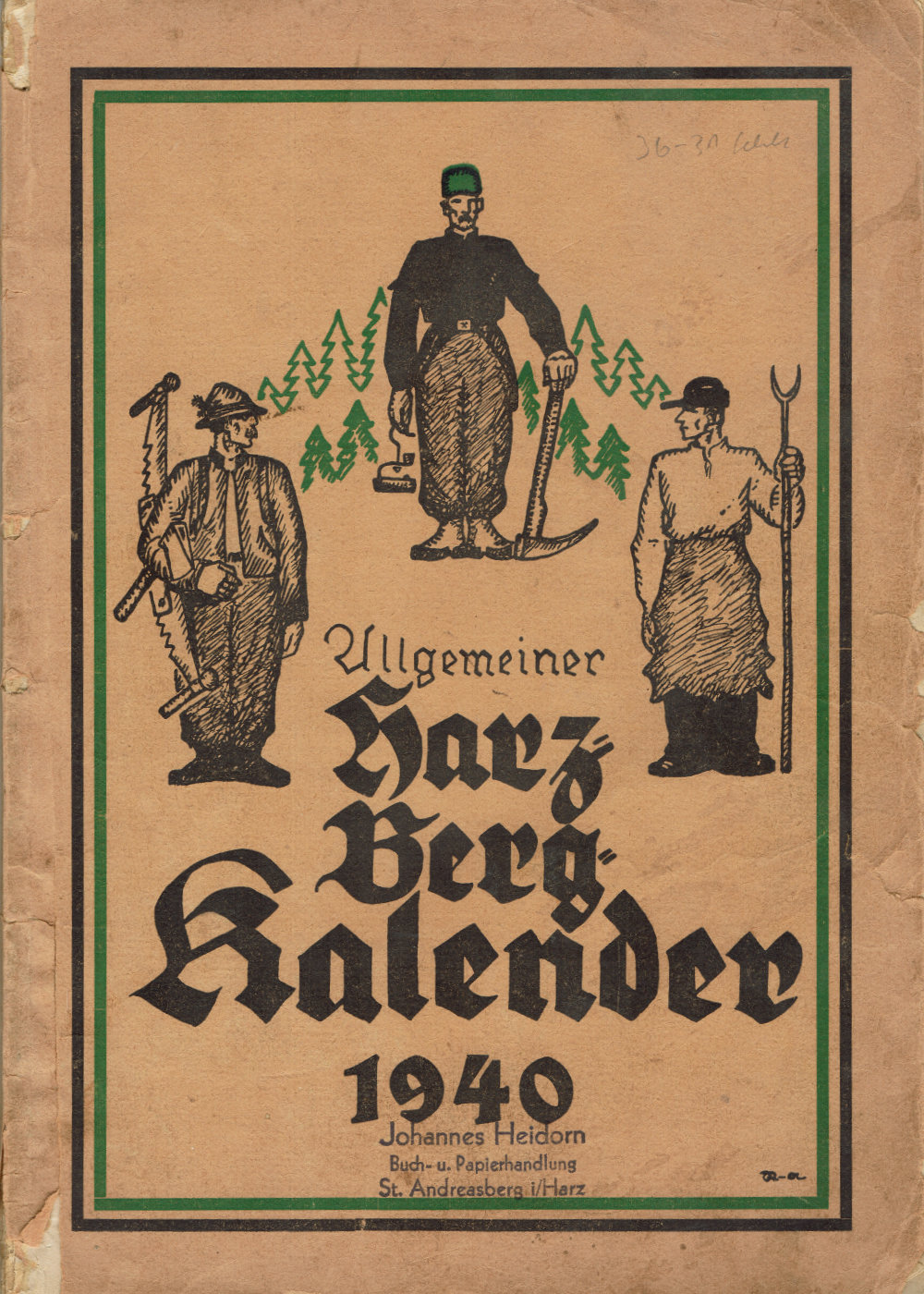
Kalender aus dem Jahr 1940

Ab 1956 wurden die Texte nicht mehr in Frakturschrift abgedruckt. Geblieben ist das ursprünglich gelbe Deckblatt, von dem der Harz-Berg-Kalender seinen Beinamen „der Gelbe“ erhalten hat. Von Karl Reinecke stammen auch die Vignetten der 12 Monate, welche seit der 1920er Jahre bis heute die Monate kennzeichnen.

Januar
Februar
März
April
Mai
Juni
Juli
August
September
Oktober
November
Dezember

## Herausgeber
- um 1700: Michael Erdmann
- um 1833: I. B. S. Kerstein, Hofbau-Inspector in Hildesheim[6]
- 1919–1932: Reinecke-Altenau (1885–1943)[7][3][8]
- Hermann Klingsöhr, genannt Dr Schießer (1890–1953)[9]
- 1942–1949: nicht Erschienen
- 1932[7]/1950[8]–1983: Albert Humm (1910–1984)
- 1984–2004: Werner Hildebrandt (* 1933; † )[8]
- 2005–2015: Wolfgang Lampe (1953–2015) mit Wilfried Ließmann[8]
- 2005–heute: Wilfried Ließmann[8]